# 53 Velorum
53 Velorum (b Velorum) é uma estrela na direção da Vela. Possui uma ascensão reta de 08h 40m 37.58s e uma declinação de −46° 38′ 55.5″. Sua magnitude aparente é igual a 3.77. Considerando sua distância de 3105 anos-luz em relação à Terra, sua magnitude absoluta é igual a −6.12. Pertence à classe espectral F3Ia.